# كاميل سيرم
كاميل سيرم (4 أبريل 1989)، هي لاعبة إسكواتش محترفة تمثل فرنسا. حققت خلال مسيرتها المركز الثاني عالميا في فبراير 2017.
كلاعبة مبتدئة، فازت كاميل سيرم بلقب بطولة الإسكواتش للمبتدئين سنة 2006، 2007 و2008. وجائت في المركز الثاني في بطولة العالم للإسكواتش للمبتدئين بعد أن خسرت النهائي ضد المصرية رنيم الوليلي في هونغ كونغ سنة 2007.
في سبتمبر 2010، بلغت نصف نهائي بطولة العالم للإسكواتش المفتوحة للسيدات 2010. وأصبحت أول لاعبة فرنسية تبلغ هذا الدور في البطولة.
سنة 2012، خسرت النهائي في بطولة هونغ كونغ للإسكواتش المفتوحة للسيدات 2012 ضد نيكول دايفيد.
سنة 2013، حققت 3 عروض مميزة خلال بضعة أشهر فقط؛ في سبتمبر، خسرت في نصف نهائي بطولة ماليزيا المفتوحة ضد نيكول دايفيد. في أكتوبر، خسرت نهائي بطولة كارول ويمولير ضد نيكول دايفيد، وفازت ببطولة مونتي كارلو المفتوحة متغلبة على لاورا مسارو للمرة الثانية على التوالي.
في مايو 2015، فازت بأهم لقب في مسيرتها، بطولة بريطانيا المفتوحة بتغلبها على لاورا مسارو ب3-1.
في أكتوبر 2016 فازت ببطولة الولايات المتحدة المفتوحة بعد أن فازت على المصرية نور الشربيني 3-1. بعدها ب3 أشهر فازت ببطولة الأبطال للإسكواتش بفوزها على لاورا ماسرو. وبهذا أصبحت في المركز الثاني حسب تصنيف رابطة محترفي الإسكواتش في فبراير 2017.
فازت كاميل سيرم بميدالية برونزية في الألعاب العالمية 2013، والذهبية في 2017 في فروتسواف، بولندا.

## النهائيات في السلاسل العالمية الرئيسة

### بريطانيا المفتوحة: نهائي واحد (1 لقب، 0 وصيف)
| النتيجة | السنة | الخصم في النهائي | نتيجة النهائي          |
| ------- | ----- | ---------------- | ---------------------- |
| الفائز  | 2015  | لاورا مسارو      | 11-3، 11-5، 8-11، 11-8 |

### هونغ كونغ المفتوحة: نهائي واحد (0 لقب، 1 وصيف)
| النتيجة | السنة | الخصم في النهائي | نتيجة النهائي          |
| ------- | ----- | ---------------- | ---------------------- |
| الوصيف  | 2012  | نيكول دايفيد     | 11-9، 11-6، 8-11، 11-7 |

### الولايات المتحدة المفتوحة: نهائي واحد (1 لقب، 0 وصيف)
| النتيجة | السنة | الخصم في النهائي | نتيجة النهائي           |
| ------- | ----- | ---------------- | ----------------------- |
| الفائز  | 2016  | نور الشربيني     | 11-8، 7-11، 12-10، 11-9 |

### بطولة الأبطال: نهائي واحد (1 لقب، 0 وصيف)
| النتيجة | السنة | الخصم في النهائي | نتيجة النهائي                 |
| ------- | ----- | ---------------- | ----------------------------- |
| الفائز  | 2017  | لاورا مسارو      | 13-11، 8-11، 4-11، 11-3، 11-7 |